# بيترو هايمز
بيترو هايمز (بالإنجليزية: Simone Hyams)‏ هي ممثلة بريطانية، ولدت في 4 أكتوبر 1971.

## وصلات خارجية
- بيترو هايمز على موقع IMDb (الإنجليزية)
- بيترو هايمز على موقع قاعدة بيانات الفيلم (الإنجليزية)